# Indianapolis 500 in 1995
De 79e Indianapolis 500 werd gereden op zondag 28 mei 1995. Het was de laatste keer dat de race op de kalender stond van het Champ Car kampioenschap. Canadees coureur Jacques Villeneuve won de race. Hij reed met het nummer 27 op zijn auto, het nummer waar zijn vader Gilles Villeneuve ook mee had gereden bij Ferrari in de Formule 1.

## Startgrid

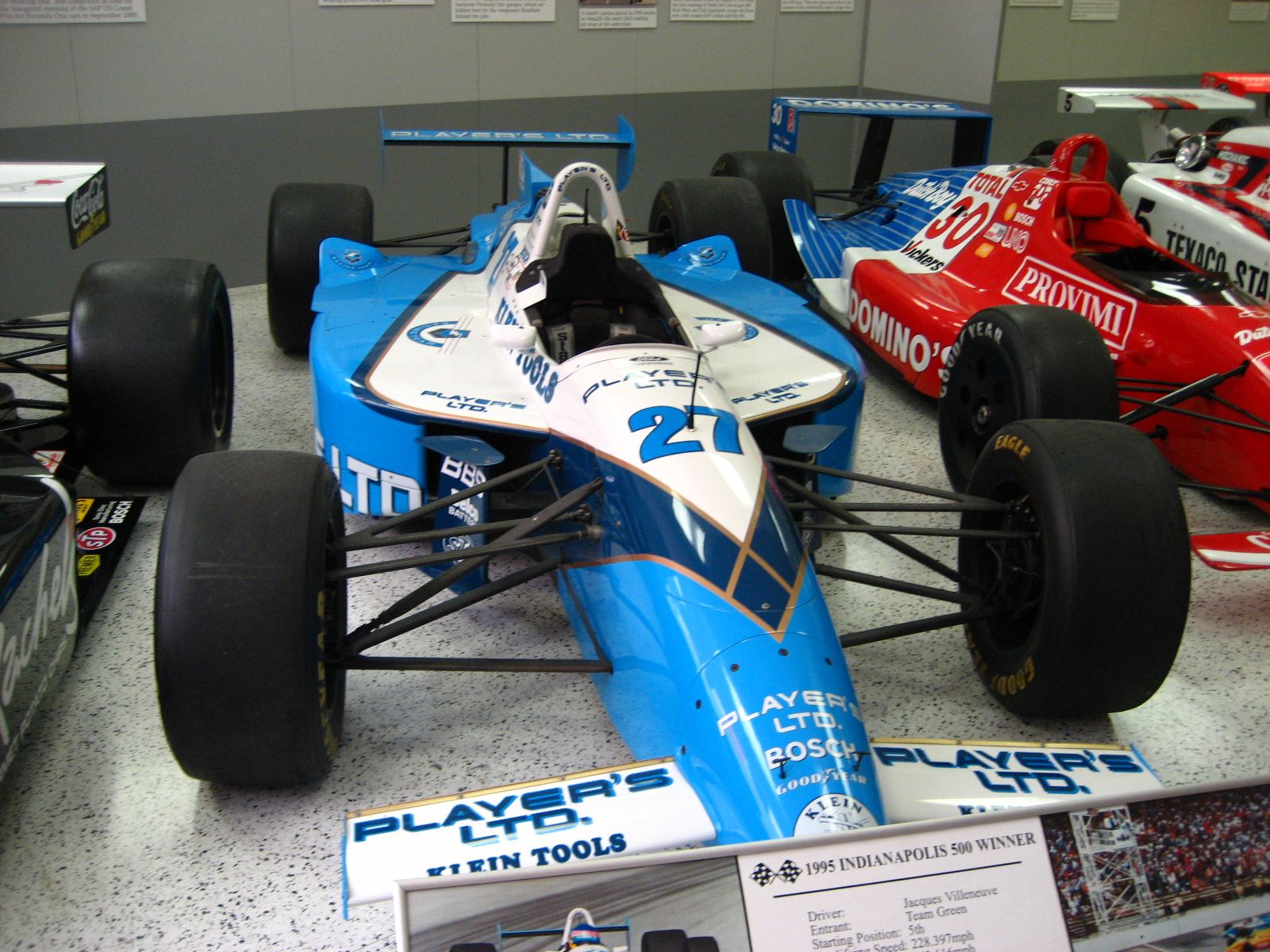
Villeneuve's racewagen.

| Rij | Binnen           | Midden              | Buiten               |
| --- | ---------------- | ------------------- | -------------------- |
| 1   | Scott Brayton    | Arie Luyendyk       | Scott Goodyear       |
| 2   | Michael Andretti | Jacques Villeneuve  | Mauricio Gugelmin    |
| 3   | Robby Gordon     | Scott Pruett        | Jimmy Vasser         |
| 4   | Hiro Matsushita  | Stan Fox            | André Ribeiro        |
| 5   | Roberto Guerrero | Eddie Cheever       | Teo Fabi             |
| 6   | Paul Tracy       | Alessandro Zampedri | Danny Sullivan       |
| 7   | Gil de Ferran    | Hideshi Matsuda     | Bobby Rahal          |
| 8   | Raul Boesel      | Buddy Lazier        | Eliseo Salazar       |
| 9   | Adrián Fernández | Eric Bachelart      | Christian Fittipaldi |
| 10  | Lyn St. James    | Carlos Guerrero     | Scott Sharp          |
| 11  | Stefan Johansson | Davy Jones          | Bryan Herta          |

## Race
Tijdens de eerste ronde was er een zware crash na een aanrijding tussen de wagens van Eddie Cheever en Stan Fox, waarbij deze laatste zwaargewond raakte. Enkele andere rijders moesten eveneens de strijd staken. Jacques Villeneuve reed in ronde 50 de safety car voorbij toen de race geneutraliseerd was, maar omdat hij op dat moment de race leidde, wat hij niet wist, beging hij een overtreding en werd daarom twee ronden achteruit gezet. Niettemin wist hij zich in ronde 116 te ontdubbelen en reed hij weer in dezelfde ronde als de leider van de race. Tien ronden voor het einde reed Scott Goodyear aan de leiding, maar toen de race een herstart maakte na de laatste neutralisatie reed Goodyear de safety car te vroeg voorbij, waardoor hij een stop-and-go penalty kreeg maar hij weigerde de pitstraat binnen te rijden. Goodyear kwam als eerste over de finish maar zijn laatste vijf ronden werden ongeldig verklaard waardoor hij pas op de 14e plaats geklasseerd werd. Vier ronden voor het einde gaf de wedstrijdleiding door dat Villeneuve de race leidde en kon hij als winnaar over de finish rijden, ondanks Goodyear op de baan voor hem finishte. 
| #                                                                                | Coureur                  | Auto             | Team                  | Ronden | Opgave     |
| -------------------------------------------------------------------------------- | ------------------------ | ---------------- | --------------------- | ------ | ---------- |
| 1                                                                                | Jacques Villeneuve       | Reynard-Ford     | Team Green            | 200    |            |
| 2                                                                                | Christian Fittipaldi (R) | Reynard-Ford     | Walker Racing         | 200    |            |
| 3                                                                                | Bobby Rahal              | Lola-Mercedes    | Rahal/Hogan Racing    | 200    |            |
| 4                                                                                | Eliseo Salazar (R)       | Lola-Ford        | Dick Simon Racing     | 200    |            |
| 5                                                                                | Robby Gordon             | Reynard-Ford     | Walker Racing         | 200    |            |
| 6                                                                                | Mauricio Gugelmin        | Reynard-Ford     | PacWest Racing        | 200    |            |
| 7                                                                                | Arie Luyendyk            | Lola-Menard      | Team Menard           | 200    |            |
| 8                                                                                | Teo Fabi                 | Reynard-Ford     | Forsythe Racing       | 199    |            |
| 9                                                                                | Danny Sullivan           | Reynard-Ford     | PacWest Racing        | 199    |            |
| 10                                                                               | Hiro Matsushita          | Reynard-Ford     | Arciero/Wells Racing  | 199    |            |
| 11                                                                               | Alessandro Zampedri (R)  | Lola-Ford        | Payton/Coyne Racing   | 198    |            |
| 12                                                                               | Roberto Guerrero         | Reynard-Mercedes | Pagan Racing          | 198    |            |
| 13                                                                               | Bryan Herta              | Reynard-Ford     | Chip Ganassi Racing   | 198    |            |
| 14                                                                               | Scott Goodyear           | Reynard-Honda    | Tasman Motorsports    | 195    | Straftijd  |
| 15                                                                               | Hideshi Matsuda          | Lola-Ford        | Beck Motorsports      | 194    |            |
| 16                                                                               | Stefan Johansson         | Reynard-Ford     | Bettenhausen Racing   | 192    |            |
| 17                                                                               | Scott Brayton            | Lola-Menard      | Team Menard           | 190    |            |
| 18                                                                               | André Ribeiro (R)        | Reynard-Honda    | Tasman Motorsports    | 187    |            |
| 19                                                                               | Scott Pruett             | Lola-Ford        | Patrick Racing        | 184    | Ongeval    |
| 20                                                                               | Raul Boesel              | Lola-Mercedes    | Rahal/Hogan Racing    | 184    | Mechanisch |
| 21                                                                               | Adrián Fernández         | Lola-Mercedes    | Galles Racing         | 176    | Mechanisch |
| 22                                                                               | Jimmy Vasser             | Reynard-Ford     | Chip Ganassi Racing   | 170    | Ongeval    |
| 23                                                                               | Davy Jones               | Lola-Ford        | Dick Simon Racing     | 161    | Ongeval    |
| 24                                                                               | Paul Tracy               | Lola-Ford        | Newman/Haas Racing    | 136    | Mechanisch |
| 25                                                                               | Michael Andretti         | Lola-Ford        | Newman/Haas Racing    | 77     | Mechanisch |
| 26                                                                               | Scott Sharp              | Lola-Ford        | A.J. Foyt Enterprises | 74     | Ongeval    |
| 27                                                                               | Buddy Lazier             | Lola-Menard      | Team Menard           | 45     | Mechanisch |
| 28                                                                               | Eric Bachelart           | Lola-Ford        | Payton/Coyne Racing   | 6      | Mechanisch |
| 29                                                                               | Gil de Ferran (R)        | Reynard-Mercedes | Jim Hall Racing       | 1      | Ongeval    |
| 30                                                                               | Stan Fox                 | Reynard-Ford     | Hemelgarn Racing      | 0      | Ongeval    |
| 31                                                                               | Eddie Cheever            | Lola-Ford        | A.J. Foyt Enterprises | 0      | Ongeval    |
| 32                                                                               | Lyn St. James            | Lola-Ford        | Dick Simon Racing     | 0      | Ongeval    |
| 33                                                                               | Carlos Guerrero (R)      | Lola-Ford        | Dick Simon Racing     | 0      | Ongeval    |
| Gemiddelde snelheid : 247,221 km/h - Snelste ronde : Scott Goodyear, 360,51 km/h |                          |                  |                       |        |            |
| Aantal neutralisaties : 9 (58 van de 200 ronden in totaal)                       |                          |                  |                       |        |            |